# Пратс-і-Сансо
Пратс-і-Сансо́ (кат. Prats i Sansor, вимова літературною каталанською [pɾats i sən'so]) - муніципалітет, розташований в Автономній області Каталонія, в Іспанії. Код муніципалітету за номенклатурою Інституту статистики Каталонії - 251752. Знаходиться у районі (кумарці) Башя-Сарданья (коди району - 15 та CD) провінції Льєйда, згідно з новою адміністративною реформою перебуватиме у складі баґарії (округи) Ал-Пірінеу і Баль-д'Аран. 

## Назва муніципалітету
Назва муніципалітету походить від лат. pratu.

## Населення
Населення міста (у 2007 р.) становить 231 особа (з них менше 14 років - 14,3%, від 15 до 64 - 70,6%, понад 65 років - 15,2%). У 2006 р. народжуваність склала 1 особа, смертність - 0 осіб, зареєстровано 0 шлюбів. У 2001 р. активне населення становило 109 осіб, з них безробітних - 9 осіб.

Серед осіб, які проживали на території міста у 2001 р., 178 народилися в Каталонії (з них 82 особи у тому самому районі, або кумарці), 27 осіб приїхало з інших областей Іспанії, а 5 осіб приїхало з-за кордону. 

Вищу освіту має 19,6% усього населення. 

У 2001 р. нараховувалося 81 домогосподарство (з них 35,8% складалися з однієї особи, 14,8% з двох осіб,27,2% з 3 осіб, 11,1% з 4 осіб, 8,6% з 5 осіб, 1,2% з 6 осіб, 0,0% з 7 осіб, 0,0% з 8 осіб і 1,2% з 9 і більше осіб).

Активне населення міста у 2001 р. працювало у таких сферах діяльності : у сільському господарстві - 8,0%, у промисловості - 9,0%, на будівництві - 27,0% і у сфері обслуговування - 56,0%. 

 У муніципалітеті або у власному районі (кумарці) працює 62 особи, поза районом - 63 особи.

### Безробіття
У 2007 р. нараховувалося 0 безробітних (у 2006 р. - 4 безробітних), з них чоловіки складали *%, а жінки - *%.

## Економіка

### Підприємства міста

#### Промислові підприємства
| \| Промислові підприємства міста, за сферою діяльності \| Промислові підприємства міста, за сферою діяльності \| Промислові підприємства міста, за сферою діяльності \| \| Рік \| 2002 р. \| 2001 р. \| \| --------------------------------------------------- \| --------------------------------------------------- \| --------------------------------------------------- \| \| Енергетичні та водні ресурси \| 0,0% \| 14,3% \| \| Хімія та метали \| 33,3% \| 28,6% \| \| Переробка металів \| 16,7% \| 14,3% \| \| Продукти харчування \| 0,0% \| 0,0% \| \| Текстиль \| 0,0% \| 0,0% \| \| Виробництво меблів, видання \| 50,0% \| 42,9% \| \| Інше \| 0,0% \| 0,0% \| \| Усього підприємств \| 6 \| 7 \| |         |         |
| Промислові підприємства міста, за сферою діяльності |         |         |
| Рік | 2002 р. | 2001 р. |
| Енергетичні та водні ресурси | 0,0%    | 14,3%   |
| Хімія та метали | 33,3%   | 28,6%   |
| Переробка металів | 16,7%   | 14,3%   |
| Продукти харчування | 0,0%    | 0,0%    |
| Текстиль | 0,0%    | 0,0%    |
| Виробництво меблів, видання | 50,0%   | 42,9%   |
| Інше | 0,0%    | 0,0%    |
| Усього підприємств | 6       | 7       |

#### Роздрібна торгівля
| \| Підприємства роздрібної торгівлі міста, за сферою діяльності \| Підприємства роздрібної торгівлі міста, за сферою діяльності \| Підприємства роздрібної торгівлі міста, за сферою діяльності \| \| Рік \| 2002 р. \| 2001 р. \| \| ------------------------------------------------------------ \| ------------------------------------------------------------ \| ------------------------------------------------------------ \| \| Продукти харчування \| 33,3% \| 33,3% \| \| Одяг та взуття \| 0,0% \| 0,0% \| \| Товари для дому \| 0,0% \| 0,0% \| \| Книги та періодичні видання \| 0,0% \| 0,0% \| \| Промислова хімічна продукція \| 66,7% \| 66,7% \| \| Продукція, пов'язана з транспортними засобами \| 0,0% \| 0,0% \| \| Інше \| 0,0% \| 0,0% \| \| Усього підприємств \| 3 \| 3 \| |         |         |
| Підприємства роздрібної торгівлі міста, за сферою діяльності |         |         |
| Рік | 2002 р. | 2001 р. |
| Продукти харчування | 33,3%   | 33,3%   |
| Одяг та взуття | 0,0%    | 0,0%    |
| Товари для дому | 0,0%    | 0,0%    |
| Книги та періодичні видання | 0,0%    | 0,0%    |
| Промислова хімічна продукція | 66,7%   | 66,7%   |
| Продукція, пов'язана з транспортними засобами | 0,0%    | 0,0%    |
| Інше | 0,0%    | 0,0%    |
| Усього підприємств | 3       | 3       |

#### Сфера послуг
| \| Підприємства міста, що працюють у сфері послуг, за діяльністю \| Підприємства міста, що працюють у сфері послуг, за діяльністю \| Підприємства міста, що працюють у сфері послуг, за діяльністю \| \| Рік \| 2002 р. \| 2001 р. \| \| ------------------------------------------------------------- \| ------------------------------------------------------------- \| ------------------------------------------------------------- \| \| Гуртова торгівля \| 0,0% \| 0,0% \| \| Готелі та готельний бізнес \| 31,2% \| 23,5% \| \| Транспорт та зв'язок \| 12,5% \| 11,8% \| \| Посередницькі фінансові послуги \| 0,0% \| 0,0% \| \| Послуги підприємствам \| 0,0% \| 0,0% \| \| Послуги фізичним особам \| 31,2% \| 35,3% \| \| Нерухомість та ін. \| 25,0% \| 29,4% \| \| Усього підприємств \| 16 \| 17 \| |         |         |
| Підприємства міста, що працюють у сфері послуг, за діяльністю |         |         |
| Рік | 2002 р. | 2001 р. |
| Гуртова торгівля | 0,0%    | 0,0%    |
| Готелі та готельний бізнес | 31,2%   | 23,5%   |
| Транспорт та зв'язок | 12,5%   | 11,8%   |
| Посередницькі фінансові послуги | 0,0%    | 0,0%    |
| Послуги підприємствам | 0,0%    | 0,0%    |
| Послуги фізичним особам | 31,2%   | 35,3%   |
| Нерухомість та ін. | 25,0%   | 29,4%   |
| Усього підприємств | 16      | 17      |

## Житловий фонд
У 2001 р. 2,5% усіх родин (домогосподарств) мали житло метражем до 59 м2, 19,8% - від 60 до 89 м2, 34,6% - від 90 до 119 м2 і
43,2% - понад 120 м2.

З усіх будівель у 2001 р. 29,1% було одноповерховими, 63,3% - двоповерховими, 7,7
% - триповерховими, 0,0% - чотириповерховими, 0,0% - п'ятиповерховими, 0,0% - шестиповерховими,
0,0% - семиповерховими, 0,0% - з вісьмома та більше поверхами.

## Автопарк
| \| Автомобілі, зареєстровані у місті, за призначенням \| Автомобілі, зареєстровані у місті, за призначенням \| Автомобілі, зареєстровані у місті, за призначенням \| \| Рік \| 2006 р. \| 2005 р. \| \| -------------------------------------------------- \| -------------------------------------------------- \| -------------------------------------------------- \| \| Приватні автомобілі \| 52,7% \| 56,8% \| \| Мотоцикли \| 9,1% \| 6,8% \| \| Вантажівки \| 31,8% \| 30,1% \| \| Трактори \| 0,0% \| 0,0% \| \| Автобуси та ін. \| 6,4% \| 6,4% \| \| Усього автомобілів \| 264 шт. \| 236 шт. \| |         |         |
| Автомобілі, зареєстровані у місті, за призначенням |         |         |
| Рік | 2006 р. | 2005 р. |
| Приватні автомобілі | 52,7%   | 56,8%   |
| Мотоцикли | 9,1%    | 6,8%    |
| Вантажівки | 31,8%   | 30,1%   |
| Трактори | 0,0%    | 0,0%    |
| Автобуси та ін. | 6,4%    | 6,4%    |
| Усього автомобілів | 264 шт. | 236 шт. |

## Вживання каталанської мови
У 2001 р. каталанську мову у місті розуміли 99,0% усього населення (у 1996 р. - 99,4%), вміли говорити нею 93,4% (у 1996 р. - 
92,0%), вміли читати 89,9% (у 1996 р. - 83,5%), вміли писати 65,2
% (у 1996 р. - 45,5%). Не розуміли каталанської мови 1,0%.

## Політичні уподобання
У виборах до Парламенту Каталонії у 2006 р. взяло участь 110 осіб (у 2003 р. - 115 осіб). Голоси за політичні сили розподілилися таким чином:
| \| Вибори до Парламенту Каталонії \| Вибори до Парламенту Каталонії \| Вибори до Парламенту Каталонії \| \| Рік \| 2006 р. \| 2003 р. \| \| -------------------------------------- \| ------------------------------ \| ------------------------------ \| \| Конвергенція та Єднання (CiU) \| 57,3% \| 58,3% \| \| Соціалістична партія Каталонії (PSC) \| 8,2% \| 7,0% \| \| Народна партія (PP) \| 12,7% \| 8,7% \| \| Ініціатива за Каталонію — Зелені (ICV) \| 5,5% \| 3,5% \| \| Республіканська лівиця Каталонії (ERC) \| 15,5% \| 20,0% \| \| Громадяни — Громадянська партія (C's) \| 0,0% \| 0,0% \| \| Інші \| 0,9% \| 2,6% \| |         |         |
| Вибори до Парламенту Каталонії |         |         |
| Рік | 2006 р. | 2003 р. |
| Конвергенція та Єднання (CiU) | 57,3%   | 58,3%   |
| Соціалістична партія Каталонії (PSC) | 8,2%    | 7,0%    |
| Народна партія (PP) | 12,7%   | 8,7%    |
| Ініціатива за Каталонію — Зелені (ICV) | 5,5%    | 3,5%    |
| Республіканська лівиця Каталонії (ERC) | 15,5%   | 20,0%   |
| Громадяни — Громадянська партія (C's) | 0,0%    | 0,0%    |
| Інші | 0,9%    | 2,6%    |